# Molophilus gurkha
Molophilus gurkha är en tvåvingeart som beskrevs av Alexander 1959. Molophilus gurkha ingår i släktet Molophilus och familjen småharkrankar. Inga underarter finns listade i Catalogue of Life.